# Tomás Muñoz y Romero
Tomás Muñoz y Romero (Alcalá de Henares, 1814 - Madrid, 7 d'octubre de 1867) fou un arxiver i historiador espanyol, primer director de l'Arxiu Històric Nacional i acadèmic de la Reial Acadèmia de la Història.
Llicenciat en dret, va exercir com a advocat. Fou oficial de la Milícia Nacional i seguidor de Baldomero Espartero. L'arribada dels moderats al poder el deixà sense feina i el 1844 fou contractat com a oficial d'arxiu de la Reial Acadèmia de la Història. El 1847 va proposar la creació d'un arxiu general per garantir la conservació dels documents. El 1856 fou nomenat catedràtic de paleografia crítica i literària a l'Escola Superior de Diplomàtica i el 1857 formà part de la Junta per a l'arranjament d'Arxius i Biblioteques. El 1859 fou escollit acadèmic de la Reial Acadèmia de la Història.
El 1860 dirigí els treballs encarregats per la Direcció General d'Instrucció Pública per tal d'elaborar un índex geogràfic del Regne d'Espanya. I quan el març de 1866 fou creat l'Arxiu Històric Nacional en fou nomenat director, encara que va morir al cap de poc més d'un any.

## Obres
- Diccionario bibliográfico-histórico de los antiguos reinos, provincias, ciudades, villas y santuarios de España (1858)